# 阿達雅志
阿達 雅志（あだち まさし、1959年9月27日 - ）は、日本の政治家、アメリカ合衆国の弁護士。自由民主党所属の参議院議員（3期）、総務副大臣。
内閣総理大臣補佐官（経済・外交政策担当）、内閣府大臣政務官・国土交通大臣政務官、参議院外交防衛委員長、参議院内閣委員長を歴任。
通商産業大臣や運輸大臣を務めた元衆議院議員の佐藤信二は義父（妻は信二の娘で元日本テレビ放送網報道記者の佐藤実花）。

## 来歴
京都府京都市左京区出身。父親の転勤に伴い、福井市、堺市、高槻市で育つ（現住所は東京都目黒区平町1丁目）。高槻市立五領小学校、洛星中学校・高等学校、東京大学法学部卒業。1983年、住友商事に入社し、車輌鋳鍛貿易部でアメリカ合衆国北部向けの鉄道車両の輸出に携わった。1991年、ニューヨーク大学ロースクールに入学し、1993年に修了（比較法修士MCJ, 法学修士LL.M.を取得）。1992年にニューヨーク州弁護士資格を取得した。1993年、日本に帰国し、住友商事法務部に勤務。1996年より住友商事中国総代表室副部長。1997年に住友商事法務部課長に就任し、2000年に退社した。退社後、義父である佐藤信二衆議院議員の事務所に入所し、2003年より公設秘書。2004年から2014年まで、ポール・ワイス・リフキンド・ワートン・ギャリソン外国法事務弁護士事務所カウンセル。
2007年、第21回参議院議員通常選挙に自由民主党公認で比例区から出馬したが、次々点で落選した。2008年より日本大学法科大学院非常勤講師。2010年、第22回参議院議員通常選挙に自由民主党公認で比例区から出馬したが、再び次々点で落選した。
2014年より東京大学大学院情報学環特任研究員。同年12月、佐藤ゆかり参議院議員が第47回衆議院議員総選挙に大阪11区から出馬するために辞職し、阿達が繰り上げ当選した。
2016年、第24回参議院議員通常選挙に自由民主党公認で比例区から出馬し、再選。同年8月より自民党外交部会長。
2018年、第4次安倍改造内閣で内閣府大臣政務官・国土交通大臣政務官に任命された。
2020年9月に発足した菅義偉内閣で経済・外交政策担当の内閣総理大臣補佐官に任命された。
2022年7月の第26回参議院議員通常選挙で、自民党は比例代表に特定枠2人を含め計33人の候補者を擁立し、18議席を獲得をした。阿達は14番目の得票数で3期目の当選を果たした。
2023年12月12日には岸田文雄首相が世耕弘成参議院幹事長を通じて、阿達に外務副大臣就任を打診したが、阿達は「体力がもたない」として断った。
2024年11月13日、第2次石破内閣で総務副大臣に就任。

## 所属団体・議員連盟
- 日本会議国会議員懇談会
- 神道政治連盟国会議員懇談会
- みんなで靖国神社に参拝する国会議員の会

## 著作
- 世界パラダイム・シフト（PHP研究所、2013年）ISBN 978-4434187285
- 政治家になった父から18歳の息子へ（PHP研究所、2015年）ISBN 978-4569827582

## 選挙歴
| 当落 | 選挙                     | 執行日         | 年齢 | 選挙区       | 政党       | 得票数     | 得票率 | 定数 | 得票順位 /候補者数 | 政党内比例順位 /政党当選者数 |
| ---- | ------------------------ | -------------- | ---- | ------------ | ---------- | ---------- | ------ | ---- | ------------------ | ---------------------------- |
| 落   | 第21回参議院議員通常選挙 | 2007年07月29日 | 47   | 参議院比例区 | 自由民主党 | 17万89票   | 1.02%  | 48   | 16/25              | 16/14                        |
| 繰当 | 第22回参議院議員通常選挙 | 2010年07月11日 | 50   | 参議院比例区 | 自由民主党 | 10万1686票 | 0.72%  | 48   | 14/27              | 14/12                        |
| 当   | 第24回参議院議員通常選挙 | 2016年07月10日 | 56   | 参議院比例区 | 自由民主党 | 13万9110票 | 0.69%  | 48   | 14/25              | 14/19                        |
| 当   | 第26回参議院議員通常選挙 | 2022年07月10日 | 62   | 参議院比例区 | 自由民主党 | 13万8994票 | 0.76%  | 50   | 14/33              | 14/18                        |